# Завадка (округ Ґелниця)
За́вадка (словац. Závadka) — село в окрузі Ґаланта Трнавського краю Словаччини. Площа села 22,43 км². Станом на 31 грудня 2015 року в селі проживало 613 жителів.

## Географія
Протікає Маркушовський потік.

## Історія
Перші згадки про село датуються 1200 роком.

## Населення
| Рік:            | 1994. | 2004.    | 2014.   | 2024.   |
| --------------- | ----- | -------- | ------- | ------- |
| Кількість осіб: | 537   | 606      | 613     | 634     |
| Різниця:        |       | +12,84 % | +1,15 % | +3,42 % |

| Рік:            | 2023. | 2024.   |
| --------------- | ----- | ------- |
| Кількість осіб: | 616   | 634     |
| Різниця:        |       | +2,92 % |